# 금곡동 (부산)
금곡동(金谷洞)은 부산광역시 북구의 행정동이자 법정동으로, 경상남도 양산시와 맞닿아 있다.

## 교통
- 부산 도시철도 2호선 금곡역
- 부산 도시철도 2호선 동원역
- 부산 도시철도 2호선 율리역

## 주거
| 단지명                | 건설사              | 시행사                             | 주소                  | 입주       | 비고             |
| --------------------- | ------------------- | ---------------------------------- | --------------------- | ---------- | ---------------- |
| 화명 뜨란채           | 두산중공업          | 대한주택공사                       | 북구 화명신도시로 219 | 2004년 7월 |                  |
| 율리마을 주공         |                     | 대한주택공사                       | 북구 화명신도시로 255 | 2004년 5월 | 국민임대         |
| 화명 한일유앤아이     | 한일건설㈜          | 부산도시공사                       | 북구 화명신도시로 194 | 2002년 2월 |                  |
| 화명 리버빌 2차       | 명지건설㈜          | 부산도시공사                       | 북구 화명신도시로 244 | 2003년 6월 |                  |
| 금곡 벽산한솔         | 삼협개발㈜ 벽산건설 | 삼협개발㈜ 벽산건설                | 북구 효열로 265       | 1995년 5월 |                  |
| 율리 벽산블루밍 1단지 | 벽산건설            | 금곡제2구역 주택재개발정비사업조합 |                       | 2014년 3월 | 금곡2구역 재개발 |
| 율리 벽산블루밍 2단지 | 벽산건설            | 금곡제2구역 주택재개발정비사업조합 |                       | 2014년 3월 | 금곡2구역 재개발 |

## 교육
- 금곡초등학교
- 금명초등학교
- 금창초등학교
- 신금초등학교
- 금곡중학교
- 금명중학교
- 금곡고등학교

## 공공기관
- 산업인력공단 출제발간센터
- 산업인력공단 부산지역본부
- 부산광역시 인재개발원
- KT 금곡지점
- 금곡동우체국
- 금곡파출소
- 부산지방조달청
- 부산지식산업센터
- 금곡119 안전센터
- 금곡청소년수련관

## 유통
- 하나로클럽 부산점